# Könyvmúzeum Erdélyben
Könyvmúzeum(ok) Erdélyben Könyvmúzeum keletkezésének eredeti helyén megmaradt könyvtár, mely a könyvtörténet múltbeli kincseit a hagyományos berendezés és nyilvántartás fenntartásával őrzi. Az ilyen önálló egység vagy részleg törzsanyagának gyarapodása elvben már lezárult, s a helyi adottságokhoz mért egykori elrendezés tiszteletben tartásával beleltározva, a szükséges szakkatalógusokkal ellátva bocsátja a kutatók rendelkezésére állományát, a nagyközönség számára pedig lehetővé teszi, hogy könyvtárosok szakszerű vezetésével művelődéstörténeti dokumentációként látogathassák.

## Batthyáneum
Európai hírű a gyulafehérvári Batthyáneum. Batthyány Ignác püspök (1741–1798) alapította, s halála előtt néhány hónappal nyilvános könyvtár gyanánt az Erdélyi Római Katolikus Püspökség gondozásába adta át. Konglomerát-típusú, vagyis több önálló könyvgyűjteményből mintegy hólabdaszerűen összeállított könyvgyűjtemény, melynek állaga 1944-ig a kezdeti magvát képező Migazzi Kristóf váci püspök 8000 kötetéből a különböző hagyatékok révén 56 000 kötetre növekedett, de legértékesebb része mindmáig a névadó Batthyány Ignác szerezte anyag. A könyvtárnak 1230 kézirata (a legrégibb a IX. századi Codex Aureus), 350 ősnyomtatványa és nagyon sok XVI-XVIII. századi könyvritkasága van. Itt őrzik egy középkori kódex három különböző helyén a XIV. század elejétől fennmaradt s Gyulafehérvári Sorok néven ismert magyar szövegemlékeket, latin vázlatok versként összecsengő fordításait. A könyvtár értékeinek tudományos kiaknázásához a két világháború közti időszakban két jeles szakember, Bitay Árpád és Baráth Béla, az Erdélyben fellelhető ősnyomtatványok nemzetközileg ismert szerkesztője járult hozzá hathatósan. Ma az Állami Könyvtár gyakorolja felügyeletét.

## Teleki Téka
Ugyancsak több könyvgyűjteményből összeállt könyvmúzeum a marosvásárhelyi Teleki Téka. Névadója, az alapító Teleki Sámuel (1739–1822) kancellár 1802-ben nyitotta meg. Jóllehet a végakarata szerint az Erdélyi Református Egyházkerület felügyelete alatt álló hitbizományi könyvtárnak nyilvánított gyűjtemény használatát több mint száz évig bizonyos kikötések korlátozták, Gulyás Károly kollégiumi rajztanár, a Teleki Téka két világháború közti őre, megfelelő munkafeltételeket teremtett ahhoz, hogy a szakemberek zavartalanul használhassák a közel 40 000 kötetes könyvtárnak főleg a felvilágosodás és francia forradalom erdélyi fogadtatása szempontjából forrásértékű anyagát. Az 1950-es évek elején adminisztratív szempontból vele egyesített Bolyai Dokumentációs Könyvtárral együtt 1974-ben a marosvásárhelyi Megyei Könyvtárnak rendelték alá. Itt található a Marosvásárhelyi Sorok és Marosvásárhelyi Glosszák néven ismert XIV. századi magyar szövegemlékeket tartalmazó, az egykori Református Kollégiumi Könyvtárból átkerült Koncz-kódex, valamint Lencsés György 1610-ben szerzett s az ETI kiadásában 1943-ban Kolozsvárt megjelentetett Ars Medica magyar nyelvű kézirata is.

## A Szeli-család könyvgyűjteménye
Egy 1963-as felmérés szerint a korabeki Brassó tartomány szinte minden rajonjában működött akár múzeum, akár könyvmúzeum keretében dokumentációs részleg. 1957-ben például Erhard Andrée igazgató a nagyselyki iskolából a szentágotai múzeumba szállította be a Szeli család XVII-XVIII. századi könyvgyűjteményét, melynek alapjait Szeli György (1620–1690) csernátoni, majd brassói magyar evangélikus lelkész vetette meg. Csíkszeredában 1950-ben a Múzeum vette birtokába az 1630-ban Csíksomlyón megalapított híres iskola jogutódjának régebbi kiadású könyvanyagát, melynek egy részét 1978-ban egy feljelentés alapján rejtekhelyéről a belügyi hatóságok a Megyei Könyvtár dokumentációs részlegére szállították.

## Bethlen Dokumentációs Könyvtár
Zárt könyvmúzeum az eredeti helyén, az egykori nagyenyedi iskolaépületben sértetlenül tárolt Bethlen Dokumentációs Könyvtár. Jelenleg a kolozsvári Egyetemi Könyvtár korlátozott nyilvánosságú részlege. Egykori jeles könyvtárosai, Vita Zsigmond, Dankanits Ádám, majd Borbáth Károly a könyvtár értékeit rendszerezték, ill. számos magyar és román közleményben népszerűsítették. Utóduk Györfi Dénes.

## Zilahi és székelyudvarhelyi könyvmúzeumok
Az Egyetemi Könyvtár eredeti helyén patronálja a zilahi Wesselényi Kollégium Nagykönyvtárát is, míg a székelyudvarhelyi volt Református Kollégium 1682-ben létesült, s ma már közel 50 000 kötetes, korszerűen felszerelt könyvtára mint a Városi Könyvtár tudományos részlege valóságos iskolapéldája annak, hogy "könyvörökségünket miként kellene a ma és a jövő számára értékesíteni" (Jakó Zsigmond). A századok során idegyűlt adománykönyvtárak elkeveredett anyagának azonosításában a Bolyai Tudományegyetem történelemszakos diákjainak 1958-as és 1959-es nyári kutatócsoportja, majd az 1961 óta itt szakképzett könyvtárosként dolgozó Molnárné Hubbes Éva játszott szerepet.

## A Román Akadémia könyvtárai Erdélyben
Egy könyvmúzeum funkcióját tölti be a Román Akadémia kolozsvári könyvtára, ha számításba vesszük, hogy itt őrzik önálló testekként több régi iskolai könyvtár (a kolozsvári római katolikus Lyceum-könyvtár, a Református Kollégium és az Unitárius Kollégium Könyvtára) múzeumi anyagát, s hasonló szerepet vállalt a Román Akadémia temesvári kutatóközpontja is az Ormós Zsigmond és társai által alapított egykori Délmagyarországi Múzeumegylet székházában. Aradon a Kölcsey Egyesület könyvtárából kialakult Kultúrpalotai, később Megyei Könyvtár ilyen jellegű: nemcsak az államosított intézményekből és a környékbeli kastélyokból beszállított magángyűjtemények töredékei találtak itt menedékre, hanem azok a muzeális értékű könyvritkaságok is, amelyeket eladásra felajánlanak.